# Parafia Najświętszej Maryi Panny Królowej Pokoju w Siedliskach
Parafia Najświętszej Maryi Panny Królowej Pokoju w Siedliskach – parafia rzymskokatolicka, znajdująca się w archidiecezji lubelskiej, w dekanacie Piaski. 
Według stanu na miesiąc grudzień 2016 liczba wiernych w parafii wynosiła 1280 osób.